# فير فايلز
فير فايلز (بالإنجليزية: Fear Files) هو مسلسل تلفزيوني مختارات رعب هندي باللغة الهندية تم بثه في الفترة من 30 يونيو 2012 إلى 10 فبراير 2019 على قناة زي تي في. تم دبلجته بالعربية على قناة زي ألوان.

## وصلات خارجية
- فير فايلز على موقع IMDb (الإنجليزية)
- فير فايلز على موقع قاعدة بيانات الفيلم (الإنجليزية)